# Trachon

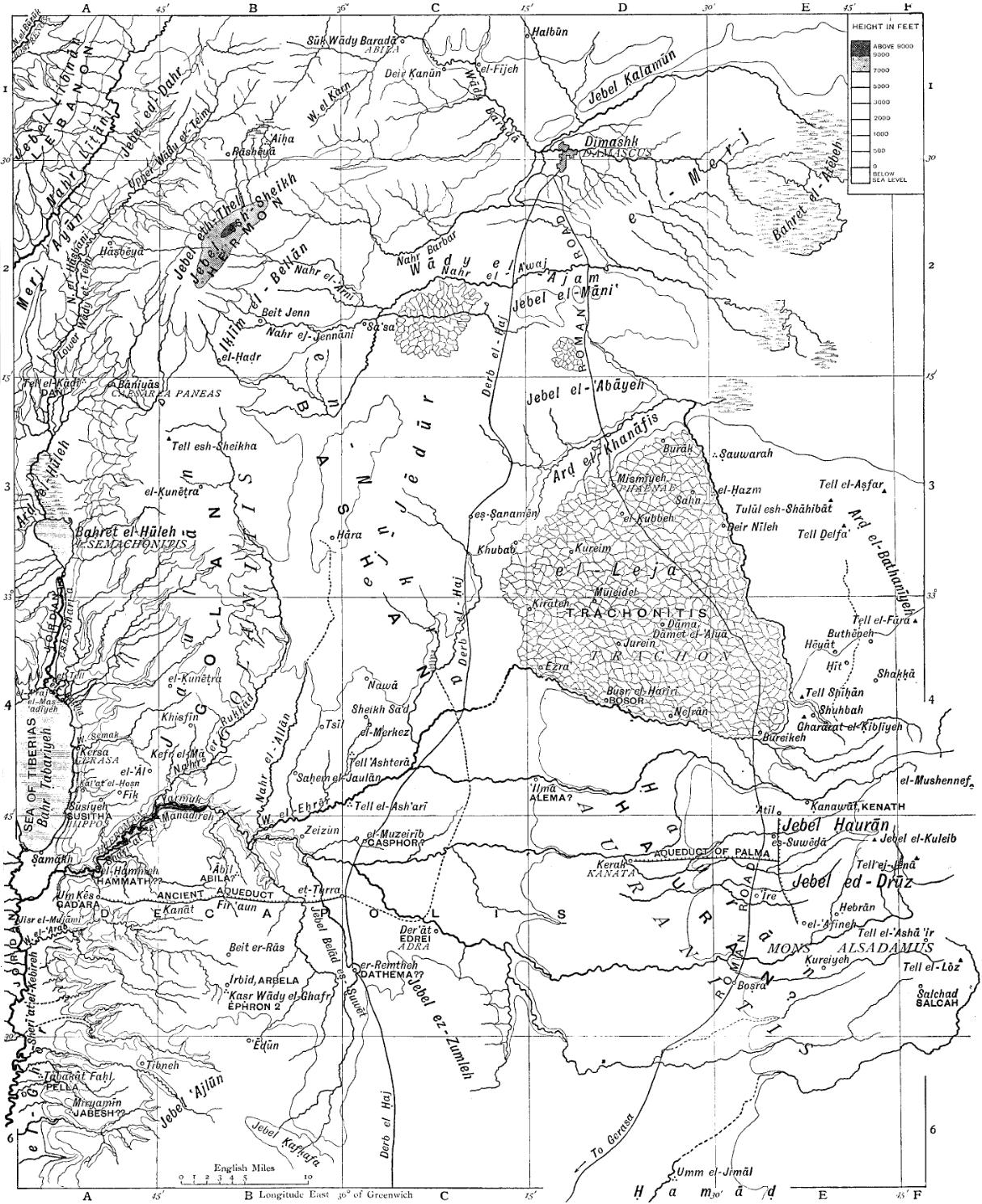
Carte de la Trachonitis, Encyclopaedia Biblica, 1903.

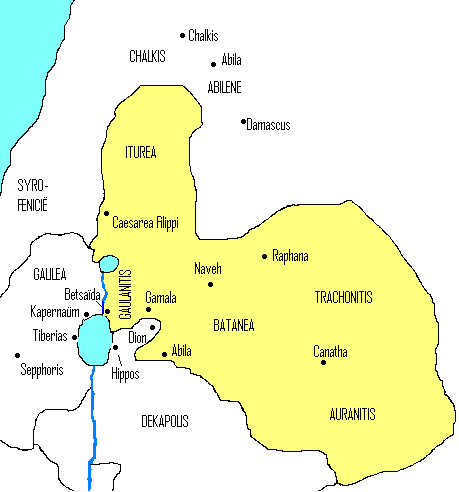
Batanée avec la Trachonitide, l'Auranitide, la Gaulanitide et l'Iturée au I. Les localisations de ces territoires sont approximatives

Dans l'Antiquité, le Trachon ou la Trachonitide est le nom grec d'une région de chaos rocheux basaltiques appelé Argob dans la Bible, située au sud de Damas, en Syrie. Son nom actuel est le Al-Lejâh.
Au Ier siècle av. J.-C. cette région, difficile d'accès, était occupée par des tribus arabes qui razziaient le plateau agricole du Hauran à l'ouest. Cette région fut incorporée par Marc-Antoine au Royaume d'Hérode d'Hérode le Grand qui installa des colons militaires juifs « dans la toparchie de Batanée, limitrophe de la Trachonitide » où ils fondèrent la ville de Bathyra et la fortifièrent. Hérode le Grand « voulait faire de cet établissement une sorte de rempart. »
Ces colons juifs servirent « effectivement de bouclier à la fois aux gens de ce pays contre les Trachonites et aux Juifs qui venaient de Babylone sacrifier à Jérusalem, qu’il[s] empêchai[en]t d’être molestés par les brigandages des Trachonites. [Ils virent venir à eux] de partout nombre de gens fidèles aux coutumes juives. Le pays devint très peuplé à cause de la sécurité que lui conférait l’exemption complète d’impôts. »
Flavius Josèphe appelle ces colons des « Babyloniens », ce qui semble un terme pour désigner tous les juifs originaires d'au delà de l'Euphrate et implantés, de gré ou de force, en Galilée, Auranitide, Trachonitide ou Batanée. Le chef de ces colons est décrit par Flavius Josèphe, comme un 
« Juif de Babylone, avec cinq cents cavaliers tous instruits à tirer de l’arc à cheval et une parenté comprenant environ cent hommes, [il] avait traversé l’Euphrate et se trouvait alors installé à Antioche auprès de Daphné en Syrie », ce qui rappelle fortement les techniques de combat des Parthes. Dans son autobiographie, Flavius Josèphe indique que ces juifs Babyloniens vivent aussi dans une ville de Batanée appelée Echbatane et qu'ils semblent avoir fondée. Cela pourrait indiquer qu'ils venaient de la ville d'Echbatane qui à l'époque appartenait soit à la Médie-Atropatène soit à l'Adiabène.
Il est mentionné que Philippe le Tétrarque hérite de cette terre et de l'Iturée (Bekaa) dans les écrits de Flavius Josèphe, puis dans l'Évangile attribué à Luc (Nouveau Testament).
Plus tard, le Trachon fut incorporé à la province romaine de Syrie. Des villages ou de petites villes se développèrent sur tout le pourtour des chaos basaltiques, ainsi qu'à l'intérieur, dans les dépressions cultivables. Au IIe siècle, un détachement de légionnaires fut stationné à Phaena (Mismiyyeh) sur la bordure nord du Trachon. Sous Marc Aurèle, une route bordée de tours de guet fut construite, reliant Damas à Phaena, et Phaena à Aeritta (Ariqa) et à Dionysias (As-Suwayda) en traversant les chaos basaltiques. Cette route est toujours aujourd'hui parfaitement conservée.
Sous Septime Sévère, le district du Trachon fut rattaché à la province romaine d'Arabie. C'est de cette région qu'est originaire l'empereur Philippe l'Arabe. Les villes et villages continuèrent à se développer jusqu'à l'époque mamelouke (XIVe siècle).
La région d'Al-Lejâh a été reconnue réserve de biosphère par l'UNESCO en 2009.